# Piorunek
Piorunek – fałszywy półgrosz koronny Zygmunta I, bity po zamknięciu mennicy krakowskiej w 1511 r., przypisywany byłemu podskarbiemu koronnemu Piotrowi Kurozwęckiemu.